# Ernie Sims
Ernie Sims III (* 23. Dezember 1984 in Tallahassee, Florida) ist ein ehemaliger US-amerikanischer American-Football-Spieler auf der Position des Outside Linebackers. Er spielte in der National Football League (NFL), zuletzt für die Dallas Cowboys.

## Frühere Jahre
Sims spielte für die North Florida Christian High School. In der Zeit von 1998 bis 2001 spielte Sims mit seiner High School Mannschaft in vier Landesmeisterschaften. Im Jahr 2003 wurde Sims von dem Schulsportportal rivals.com zum besten High School Spieler gewählt, vor dem an zweiter Stelle stehenden Reggie Bush von den New Orleans Saints.

## College
Sims spielte an der Florida State University für die Seminoles Football. In seinem ersten Jahr spielte Sims alle Spiele für die Seminoles. Insgesamt spielte er eine gute Saison und beendete sie an neunter Stelle der teaminternen Tackle-Statistik. In seinem zweiten Jahr auf dem College spielte Sims alle zwölf Spiele, davon die letzten elf als Starter. Sims spielte eine so gute Saison, dass er von ESPN ins First Team All American gewählt wurde. In seinem dritten Jahr waren die Erwartungen an Sims sehr hoch. Die The Sporting News und andere Publikationen schätzten ihn hoch ein und wählten ihn jeweils in ihr First All American Team. Obwohl Sims mit den Seminoles den Orange Bowl erreichte und in allen 13 Spielen als Starter auflief, konnte er die in ihn gesetzten Erwartungen nicht vollends bestätigen. Er hatte keine spektakuläre, aber dennoch eine produktive Saison. Am Ende der Saison gab Sims bekannt sein letztes Jahr am College nicht mehr spielen zu wollen und meldete sich zum NFL Draft 2006 an.
Sims spielte am College mit der Nummer 34. Diese Nummer wurde von den Seminoles ursprünglich nicht mehr vergeben, da es die Nummer des Seminoles Spielers Ron Sellers war.

## NFL-Karriere
Sims wurde 2006 von den Detroit Lions in Runde 1 an neunter Stelle gedraftet. Am 30. Juli 2006 unterschrieb Sims einen Fünfjahresvertrag mit den Lions über 15,7 Millionen Dollar, wovon 12,1 garantiert sind. Sims konnte sich gleich in seinem Rookie Jahr als Starter durchsetzen und spielte alle 16 Spiele. Am 3. Dezember 2006 hatte Sims gegen die New England Patriots sein bisher stärkstes Spiel mit insgesamt 13 Tackles. Am 3. September 2007 wurde Sims zu einem der fünf Mannschaftskapitäne ausgewählt. Sein ehemaliger Head Coach Rod Marinelli verglich Sims mit dem jungen Derrick Brooks von den Tampa Bay Buccaneers. Er sagte er sei ein genau so schneller und sicherer Tackle Spezialist wie seinerzeit Brooks.
Sims wurde am 19. April 2010 von den Philadelphia Eagles verpflichtet.

## Leben
Sims ist seit dem 29. Mai 2009 mit Brooke McGriff verheiratet.
Sims Mutter, Alice Sims ehemals Bennett, war zwischen 1980 und 1983 eine erfolgreiche All American Sprinterin beim Florida State Track and Field Team. Sein jüngerer Bruder, Marcus Sims gilt als talentierter Runningback.
Sims ist zudem ein großer Tierfreund. Neben etlichen Schlangen hat Sims noch andere Reptilien, daher auch sein Spitzname „The Snake Charmer“. Aus diesem Anlass produzierte der Fernsehsender FOX vor einem Spiel gegen die Minnesota Vikings eine Doku über Sims und seine Haustiere.